# Dwie powieści
Dwie powieści – satyra Cypriana Kamila Norwida z 1866 związana z niepowodzeniem starań poety o wydanie tomiku Vade-mecum.

## Charakterystyka
Satyra Norwida wiąże się z niepowodzeniem jego starań o wydanie tomiku Vade-mecum, w którym jako pisarz i moralista sprzeciwiał się podejściu do literatury narodowej opisanemu w dwóch powieściach zarówno fantastycznych jak wiarogodnych. Utwór został zaadresowany do Teofila Lenartowicza, od 1860 mieszkającego we Florencji. Z tego powodu w zakończeniu satyry autor pozdrawia za jego pośrednictwem kampanilę na placu katedralnym i posąg Dawida dłuta Michała Anioła. 
Pierwsza z powieści naszkicowana przez Norwida jest parodią ówczesnej powieści narodowej (szlachecko-obywatelskiej) w typie Kraszewskiego czy Korzeniowskiego oraz przywołanych w utworze dykteryjek Czajkowskiego. Przypomina też młodzieńcze opowiadanie Norwida Łaskawy opiekun. Możliwe, że postać bohatera jest jeszcze jedną karykaturą stolnika Dybowskiego. Druga powieść wydrwiwa powieść naśladowczą. Do ich twórców zaliczał się między innymi Józef Symeon Bogucki autor Klementyny, czyli życia sieroty i Rodina, czyli Ducha na drodze pokuty naśladownictw lub kontynuacji słynnych powieści Eugeniusza Sue.
Utwór został wydany przez Wiktora Gomulickiego w 1935 w 37. numerze Pionu.

## Treść
Wiadomo że z Benedyktem Ostoją stało się coś dziwnego. Lubił on w oknie siadywać i palić fajkę, gdy żona jego Scholastyka biegała wśród swych zatrudnień, albo zbierała całą służbę w dzień świąteczny do kościoła. Działo się tak przez lat trzydzieści kilka. Naraz coś Benedykta porwało. Zaczął rozpowiadać różne rzeczy. Sąsiedzi orzekli, że mistyk. Lecz obraz duszy Benedykta przypominał owe flamandzkie anioły, pełne zdrowia i rumiane, które pochwyciwszy świętego krzepko za ramiona, niosą go w górę.
Druga powieść nie dotyczy pojedynczej osoby, ale sprawy ogólnej czasu i dystrybucji słowa. Otóż w biurku Telimeny coś zaczęło trzeszczeć. Od lat trzydziestu kilku chowała w nim różne rzeczy na pamiątkę. Kiedy wyszła za mąż, jej biurko kupił Grzegorz Peryfrazowicz, który skoro wyszły drukiem Tajemnice Paryża, napisał zaraz Tajemnice Kałuszyna. Pewnego wieczoru, gdy Peryfrazowicz zabierał się do pisania Fragmentów pośmiertnych, skoro ukazały się pisma pośmiertne trzech słynnych poetów, biurko wreszcie pękło. I trzydzieści kilka lat pamiątek, łez, pism, prac, westchnień i zasuszonych kwiatów tarzało się po podłodze wśród czerwonych mahoniowych wiórów.